# Зармаев, Али Алхазурович
Зарма́ев Али́ Алхазу́рович (4 декабря 1950, Караганда, Казахская ССР, СССР) — российский учёный, доктор сельскохозяйственных наук, профессор, академик Академии наук Чеченской Республики.

## Биография
Родился в годы депортации 4 декабря 1950 года в Караганде в семье рабочего. В 1967 году окончил Надтеречную среднюю школу, а в 1973 году — плодоовощной факультет Московской сельскохозяйственной академии им. К. А. Тимирязева.
После окончания сельскохозяйственной академии работал старшим агробиологом, а затем старшим научным сотрудником во Всероссийском научно-исследовательском институте виноградарства и виноделия в Новочеркасске. Поступил в аспирантуру. В 1981 году защитил кандидатскую диссертацию.
В 1982 году вернулся в Чечено-Ингушетию. Работал главным агрономом винсовхоза «Авангард» Наурского района, опытного винсовхоза «Гребенской» Шелковского района, начальником отдела виноградарства производственного объединения «ЧеченИнгушВино», начальником отдела производства и переработки винограда Госагропрома Чечено-Ингушетии, первым заместителем производственного объединения «Чеченвиноградпром» при Совете Министров Чечено-Ингушетии (1984—1991 годы). При этом продолжал заниматься научно-исследовательской работой.
После обострения обстановки в республике в 1991 году вернулся в винсовхоз «Авангард», где был избран директором. В 1996 году стал директором совхоза-завода «Победа» Наурского района. Организовал сортоиспытательные участки винограда в винсовхозах «Авангард» и «Калиновский». Разработал систему адаптивного виноградарства, которая получила признание среди виноградарей страны.
В 1994 году был избран членом-корреспондентом Академии наук Чеченской Республики. Одновременно до 2001 года заведовал лабораторией интенсивных технологий в виноградарстве. В 1997 году был вынужден оставить пост директора совхоза «Победа» из-за разногласий с новой властью. Перешёл в Чеченский государственный университет, где занимался наукой и преподаванием. С 1999 по 2002 год был главным специалистом и заместителем начальника агропромышленного комплекса Временной администрации, а затем Администрации Чеченской Республики.
В 2001 году защитил докторскую диссертацию. На основе анализа и учёта экологических, социально-экономических и исторических факторов Зармаевым были выделены макро-, мезо- и микрозоны на территории республики, позволяющие успешно развивать виноградарство и виноделие. По результатам испытаний 56 сортов были выделены наиболее перспективные для возделывания в республике сорта и впервые разработаны конвейеры столовых и технических сортов винограда. Внедрение этих сортов позволяет повысить урожай на 30-60 % при снижении затрат на уход за насаждениями на 23-38 %.
Им разработаны вопросы интенсивного размножения новых сортов, в частности агротехника маточников интенсивного типа для укрывного виноградарства, позволяющая в 4-6 раз повысить коэффициент размножения высокоценных сортов винограда. Внедренная им в производство ресурсосберегающая технология обеспечивает наиболее эффективное использование экологического потенциала территории для реализации внутренних ресурсов сортов винограда.
Автор около 200 научных, научно-популярных и научно-методических работ, в том числе 6 монографий по различным аспектам виноградовинодельческой отрасли, а также двух брошюр и 13 методических пособий и указаний для студентов сельскохозяйственных вузов.
В настоящее время возглавляет кафедру агрономии Чеченского государственного университета и сектор АПК в Академии наук Чеченской Республики.

## Награды и звания
- В 1986—1987 годах награждён двумя золотыми и серебряной медалями ВДНХ.
- 1989 году награждён Почетной грамотой Президиума Верховного совета Чечено-Ингушетии за вклад в развитие виноградарства и виноделия в республике.
- В 2001 году ему было присвоено звание «Заслуженный работник сельского хозяйства РФ».
- В 2002 году стал лауреатом премии Правительства Российской Федерации в области науки и техники за разработку и внедрение системы адаптивного виноградарства.
- В 2004 году ему были присвоены звание «Заслуженный деятель науки Чеченской Республики» и учёное звание профессора.
- Также был избран действительным членом Академии наук ЧР и Международной академии виноградарства и виноделия.
- В 2005 году был включён в энциклопедию «Лучшие люди России» в раздел «России славные сыны и дочери».
- Биографическая справка о Зармаеве есть в энциклопедии виноградарства и виноделия России (2009) и в международной энциклопедии «Кто есть кто» (2010)[1].

## Личная жизнь
Женат. Имеет троих детей.
Пишет стихи и эссе. Издано три сборника его стихов:
- «Обо мне и о тебе» (2006);
- «И снова о нас» (2010);
- «Как разнообразен этот мир» (2010);

Рисует картины, которые сопровождает поэтическим осмыслением идеи отображаемого. В декабре 2008 года состоялась первая персональная выставка его картин в Национальном музее Чеченской Республики, на которой было представлено 40 его картин.

### Книги
- Аджиев А.М., Зармаев А.А., Серпуховитина К.А., Григорьянц Б.В. Виноград и вино: мифы и реальность, современность и перспективы. — Махачкала: Республиканская газетно-журнальная типография, 2006. — 294 с.
- Зармаев А. А. Развитие виноградарства Чеченской Республики на основе инновационной деятельности. — Грозный: Академия наук ЧР, 2011. — 464 с.
- Зармаев А. А., Раджабов А. К. Виноград на приусадебном участке: современный российский опыт. — Ниола-Пресс, 2010. — 269 с. — ISBN 5366001323.
- Зармаев А. А. Руководство по виноградарству Чеченской Республики. — Ростов-на-Дону, 1996.
- Зармаев А. А. Научные основы адаптивного виноградарства. — Махачкала, 2000.
- Зармаев А. А. Развитие виноградарства на основе инновационных достижений. — 2011.
- Зармаев А. А. Виноградарство с основами технологии первичной переработки винограда. — КолосС, 2011. — (Учебники и учебные пособия для высших учебных заведений). — ISBN 978-5-9532-0623-5.
- Зармаев А. А. Культура винограда: современная система ведения. — Грозный: Академия наук Чеченской Республики, 2013.
- Зармаев А. А. Руководство по виноградарству Чечено-Ингушетии. — Грозный: Чечено-Ингушское издательско-полиграфическое объединение «Книга», 1991.
- Зармаев А. А. Научные основы адаптивного виноградарства чеченской республики: автореферат диссертации доктора сельскохозяйственных наук. — Краснодар, 2001.
- Зармаев А. А. Выращивание посадочного материала винограда. — Грозный, 2012.

### Статьи
- Зармаев А. А. Адаптивный потенциал сортов винограда в Чеченской Республике // Вестник Российской академии сельскохозяйственных наук : журнал. — 2007. — № 5.
- Зармаев А. А. Методика разработки агроэкологического паспорта сорта винограда // Вестник Российской академии сельскохозяйственных наук : журнал. — 2010. — № 3. — С. 44-46.
- Зармаев А. А. О перспективах производства продукции переработки винограда в Чеченской Республике // Вестник Российской академии сельскохозяйственных наук : журнал. — 2010. — № 4. — С. 76-78.
- Зармаев А. А. Развитие виноградарства на основе инновационных достижений // Вестник Российской академии сельскохозяйственных наук : журнал. — 2011. — № 5. — С. 9-11.
- Зармаев А. А. Сорта винограда для производства высококачественной натуральной продукции // Вестник Российской академии сельскохозяйственных наук : журнал. — 2011. — № 6. — С. 43-47.
- Зармаев А. А. К 85-летию со дня издания учебника Г. И. Гоголя-Яновского «Руководство по виноградарству» // Виноделие и виноградарство : журнал. — 2014. — № 2. — С. 48-50.
- Зармаев А. А. Разработка агроэкологического паспорта сорта винограда // Виноделие и виноградарство : журнал. — 2011. — № 3. — С. 4-5.